# 花田囍事 (電視劇)
《花田囍事》是香港春天電視製作公司製作、亞洲電視出品的古裝電視劇，全劇共20集，高志森監製，改編自經典文學巨著《水滸傳》及京劇著名劇目《花田錯》的古裝動作愛情喜劇，濃情洋溢，動作打鬥惹笑，有京劇北派式的美感，對白過癮詼諧中更帶有雋永的智慧意義。演員組合夠新鮮有盧慶輝、焦媛、譚耀文、袁文傑、李綺虹、張玉華等演出認真而帶點荒謬的開心劇場，男女老幼皆宜。
故事動天下以「情」，父母子女的情，手足的情，情人的情，摯友的情。更強調了角色在經歷了幾許風雨之後，達到自我提升，追尋到生命的意義，成長~是人生旅途的艱苦歷練。
《花田囍事》於2013年1月29日命名為《蛇來運到@ATV：花田囍事》，被安排逢星期一至五下午6時30分於亞洲電視専屬數碼頻道歲月留聲播出。

## 劇情內容
以下劇情簡介，來自亞洲電視網站的官方介紹：

「小霸王」周通（盧慶輝飾）恃著家財萬貫，與妹「河東獅」周吉兒（張玉華飾）終日橫行霸道，惹事生非，令母周太君（李楓飾）憂心忡忡，遂命周通兄妹前往杭州參加花田盛會，望能撮合姻緣，讓二人早日成家，修心養性。盛會之上，他們分別遇上高柏飛／高百輝（譚耀文飾）、卞機（袁文傑飾）、劉玉燕（李綺虹飾）及聶小嬋（焦媛飾）等人，三對痴男怨女，經歷重重誤會險阻，鬧出多段錯綜複雜、一塌糊塗的冤家情緣，過程荒唐惹笑，卻又情味濃郁。

## 演員表
- 盧慶輝 飾 周　通
- 焦　媛 飾 聶小嬋
- 譚耀文 飾 飛　飛（高柏飛／高百輝）
- 袁文傑 飾 卞　機
- 李綺虹 飾 劉玉燕
- 張玉華 飾 周吉兒
- 李　楓 飾 周夫人（周太君）
- 陳國權 飾 百變星君
- 盧　勇 飾 魯智深
- 盧俊豪 飾 廚師仕狗
- 佚名 飾 慕容彥達

## 幕後公司
- 協拍：中國電影集團公司電視製片分公司
- 鳴謝：浙江橫店影視集團

## 外部連結
- 亞洲電視官方網頁 - 花田囍事